# Relaciones Corea del Sur-México
Las naciones de Corea del Sur y México establecieron relaciones diplomáticas en 1962. Ambas naciones son miembros del Foro de Cooperación de Asia Oriental y América Latina, Foro de Cooperación Económica Asia-Pacífico, G-20, MIKTA, Naciones Unidas, Organización para la Cooperación y el Desarrollo Económicos y la Organización Mundial del Comercio.

## Historia

Pabellón coreano de la amistad en la Ciudad de México

El primer contacto entre la península de Corea y México tuvo lugar cuando jesuitas de España y del Virreinato de Nueva España (actual México) llegaron a Corea para predicar el cristianismo. Desde los contactos iniciales, casi no habría más contacto directo entre las dos naciones y cualquier contacto se habría hecho con los barcos comerciales coreanos que venían a Manila (capital de la corona española de las Filipinas) y sus bienes y mercancías que viajan por los galeones españoles hasta México. En 1905, un barco coreano llamado Ilford llegó al sur de México con aproximadamente 1.033 migrantes coreanos. Estos migrantes finalmente se establecieron en el estado mexicano de Yucatán.
Durante la guerra de Corea, a diferencia de varias naciones latinoamericanas, México decidió permanecer neutral y no enviar tropas a la península de Corea, sin embargo, aproximadamente 100,000 mexicanos (y de ascendencia mexicana) lucharon en Corea bajo el mando de las Fuerzas Armadas de los Estados Unidos así como bajo la bandera de las Naciones Unidas.
El 26 de enero de 1962, Corea del Sur y México establecieron formalmente relaciones diplomáticas. Ese mismo año, Corea del Sur abrió una embajada en la Ciudad de México. Inicialmente, México mantuvo relaciones con Corea del Sur desde su embajada en Tokio, Japón. En marzo de 1968, Corea del Sur dedicó un Pabellón de la Amistad a México y lo colocó en el Bosque de Chapultepec. En 1978, México abrió una embajada en Seúl.
En 1991, el presidente Roh Tae-woo se convirtió en el primer jefe de Estado surcoreano en visitar México y América Latina. En 1996, el presidente mexicano Ernesto Zedillo hizo una visita oficial al Corea del Sur. Desde entonces, ha habido varias visitas de alto nivel entre las dos naciones.
En 2017, ambas naciones celebraron 112 años desde la primera migración coreana a México y 55 años de relaciones diplomáticas. En 2021, el Gobierno mexicano creó el Establecimiento de la Asociación de Veteranos Mexicanos de la guerra de Corea.
En 2022, ambas naciones celebraron 60 años de relaciones diplomáticas. En julio de ese mismo año, el canciller mexicano Marcelo Ebrard realizó una visita a Corea del Sur para continuar las conversaciones para un tratado de libre comercio entre ambas naciones que se iniciaron en 2012.

## Visitas de alto nivel

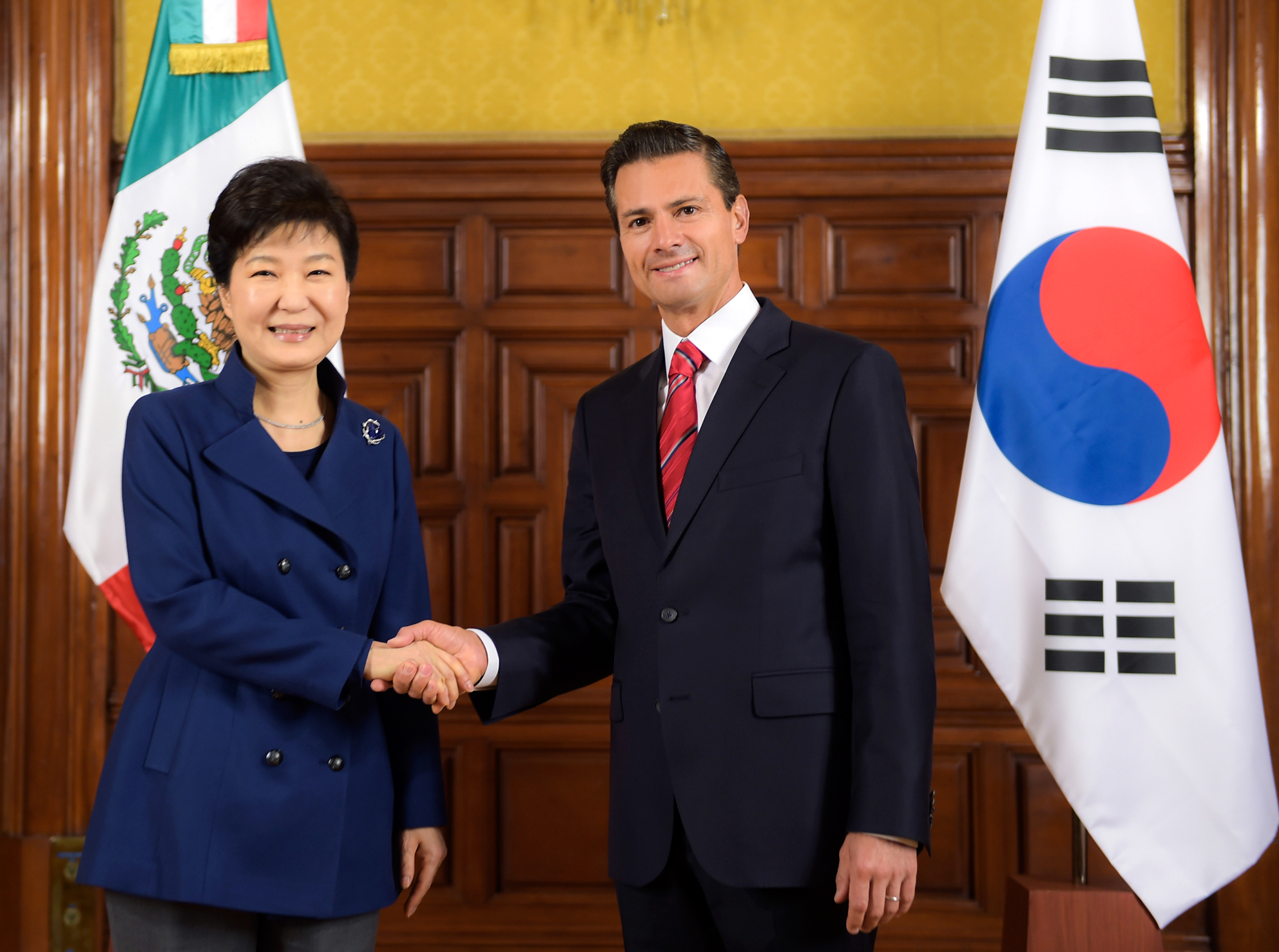
El presidente mexicano Enrique Peña Nieto junto con la presidenta surcoreana Park Geun-hye en la Ciudad de México, 2016.

Visitas de alto nivel de Corea del Sur a México
- Ministro de Relaciones Exteriores Pak Tongjin (1977)
- Presidente Roh Tae-woo (1991)
- Presidente Kim Young-sam (1997)
- Presidente Kim Dae-jung (2002)
- Presidente Roh Moo-hyun (2005)
- Presidente Lee Myung-bak (2010, 2012)
- Presidenta Park Geun-hye (2016)

Vistias de alto nivel de México a Corea del Sur
- Presidente Ernesto Zedillo (1996)
- Presidente Vicente Fox (2001, 2005)
- Presidente Felipe Calderón (2010)
- Secretario de Relaciones Exteriores Marcelo Ebrard (2022)
- Subsecretaria de Relaciones Exteriores Carmen Moreno Toscano (2022)

## Galería

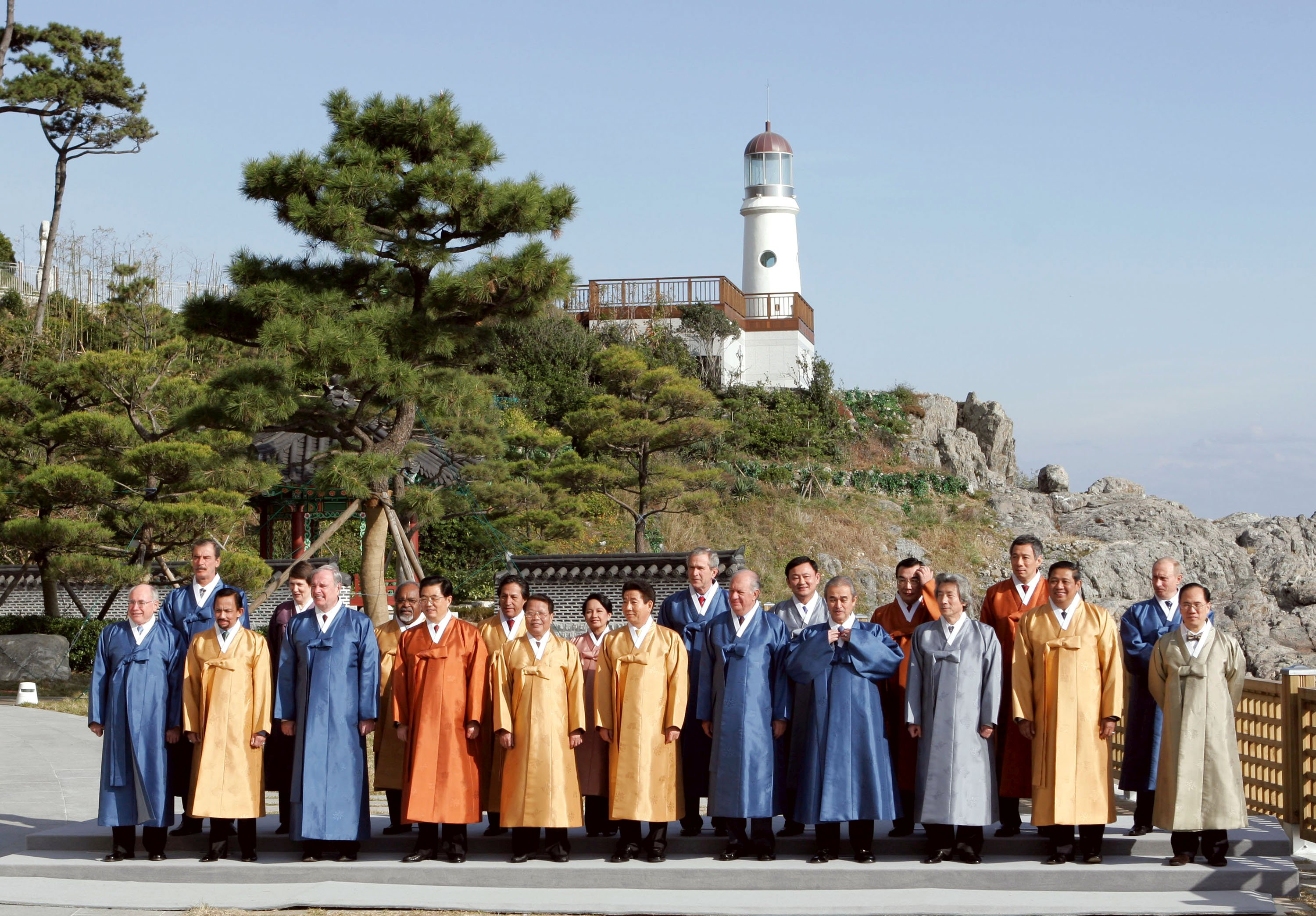
El presidente Roh Moo-hyun y el presidente Vicente Fox en Busan; noviembre de 2005.
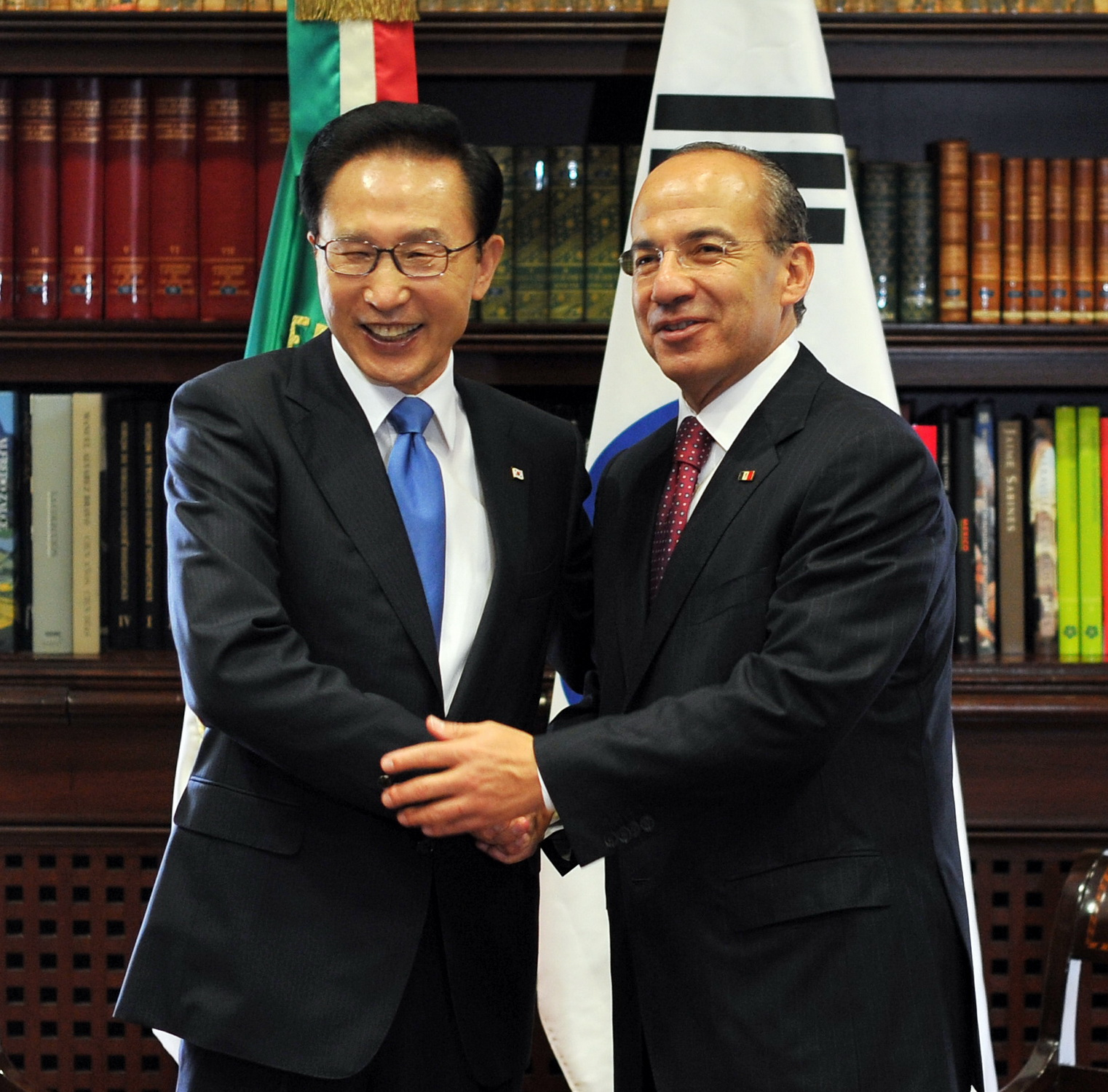
El presidente Felipe Calderón junto con el presidente Lee Myung-bak en la Ciudad de México; julio de 2010.
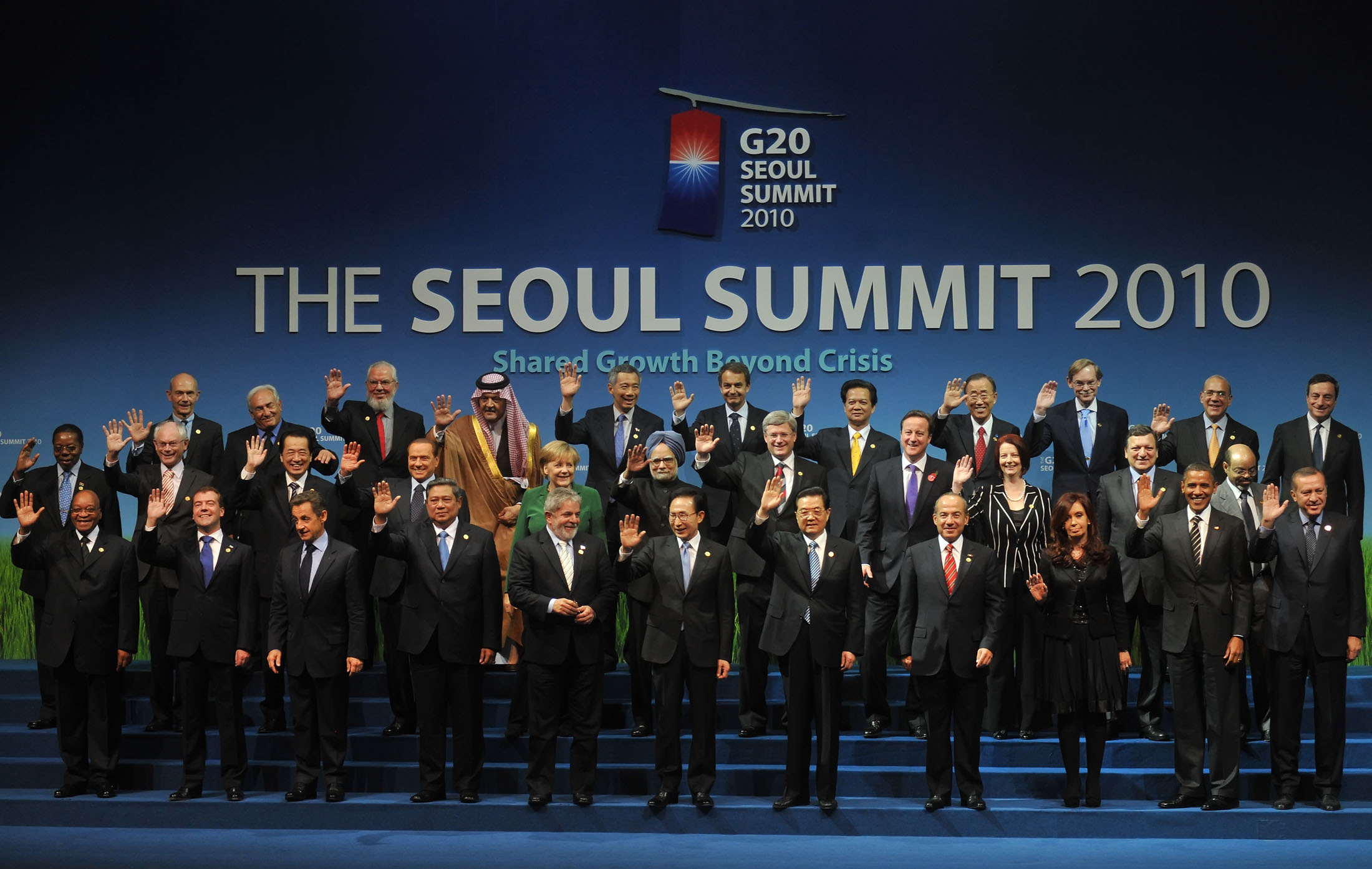
El presidente Lee Myung-bak y el presidente Felipe Calderón en Seúl; noviembre de 2010.

## Acuerdos bilaterales
Ambas naciones han firmado varios acuerdos bilaterales como un Acuerdo de Cooperación Cultural (1966); Acuerdo Comercial (1966); Acuerdo de Transporte Aéreo (1988); Acuerdo de Cooperación Económica, Científica y Técnica (1989); Convenio para Evitar la Doble Imposición y Prevenir la Evasión Fiscal en Materia del Impuesto a la Renta (1994); Tratado de Extradición (1996); Acuerdo de Cooperación Turística (1996); Acuerdo para la Promoción y Protección Recíproca de Inversiones (2000); Acuerdo de Asistencia Jurídica Mutua en Materia Penal (2005); Acuerdo de Cooperación y Asistencia Mutua en Materia Aduanera (2005) y un Acuerdo de Cooperación en los Usos Pacíficos de la Energía Nuclear (2012).

## Turismo y transporte
En 2019, 130,000 ciudadanos surcoreanos visitaron México por el turismo. En 2017, más de 8,000 ciudadanos mexicanos visitaron Corea del Sur por el turismo. Hay vuelos directos entre Corea del Sur y México con Aeroméxico.

## Comercio
En 2012, Corea del Sur y México comenzaron negociaciones sobre un tratado de libre comercio. En 2023, el comercio entre las dos naciones ascendió a $23.2 mil millones de dólares. Las principales exportaciones de Corea del Sur a México incluyen: maquinaria, equipos electrónicos, automóviles, repuestos y accesorios para vehículos de motor, videojuegos y consolas, hierro y acero, productos de base química y productos de base alimentaria. Las principales exportaciones de México a Corea del Sur incluyen: motores de pistón y rotativos, partes y accesorios de vehículos de motor, aluminio, caucho y neumáticos, productos químicos, frutas y verduras, carne y alcohol.
Corea del Sur es el sexto socio comercial de México a nivel mundial y la inversión extranjera directa de Corea del Sur en México entre 1999 y 2023 ascendió a más de $10.5 mil millones de dólares. Hay 2,032 empresas surcoreanas que invierten en México. Varias compañías multinacionales surcoreanas operan en México, como LG, Hyundai, Kia Motors, KEPCO, KOGAS, POSCO, y Samsung (entre otros). Empresas multinacionales mexicanas como Grupo Bimbo, Grupo Promax, Katcon, KidZania y Vitro (entre otros) operan en Corea del Sur.

## Misiones diplomáticas residentes
- Corea del Sur tiene una embajada en la Ciudad de México.[11]
- México tiene una embajada en Seúl.[12]

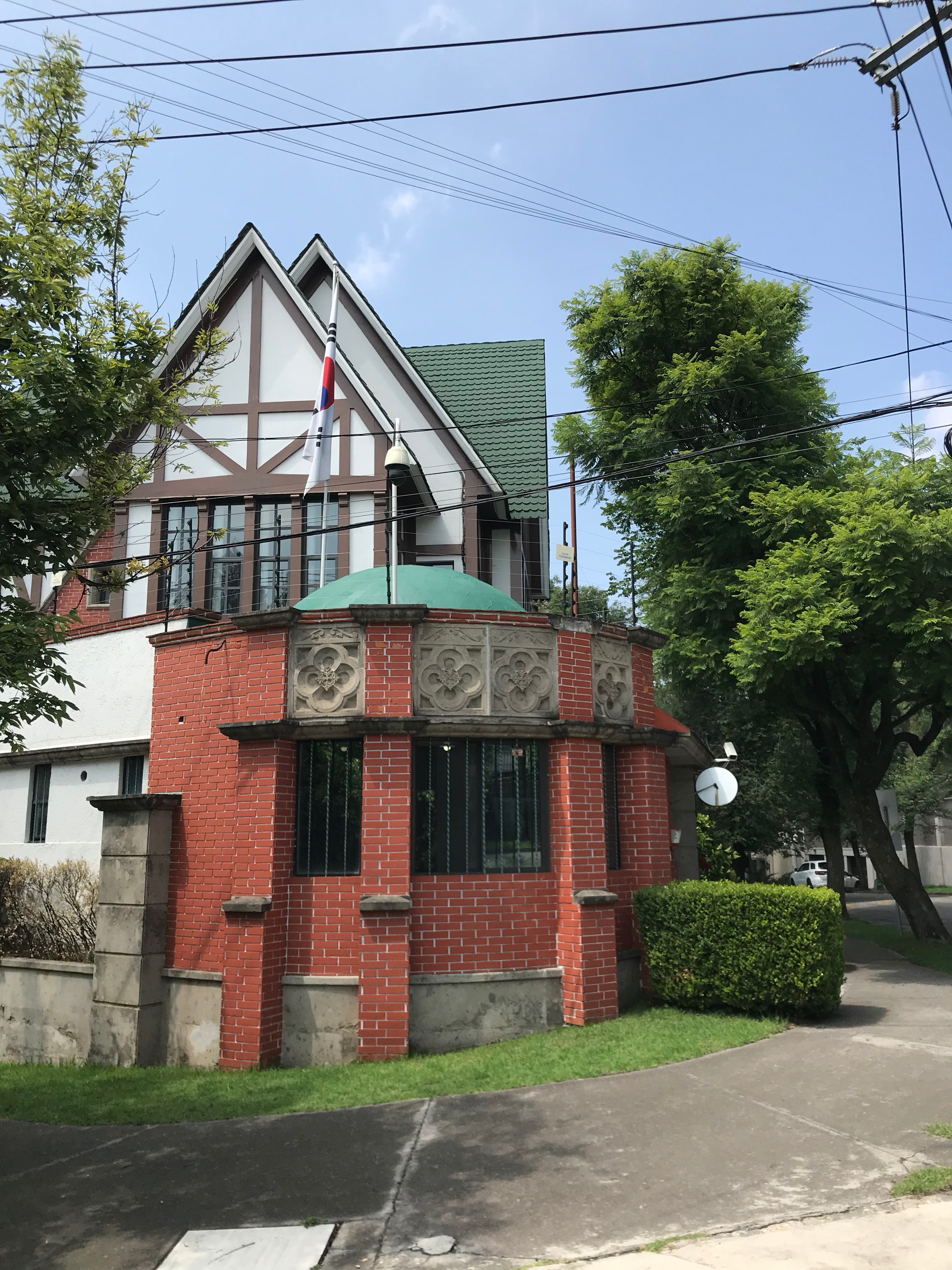
Embajada de Corea del Sur en la Ciudad de México
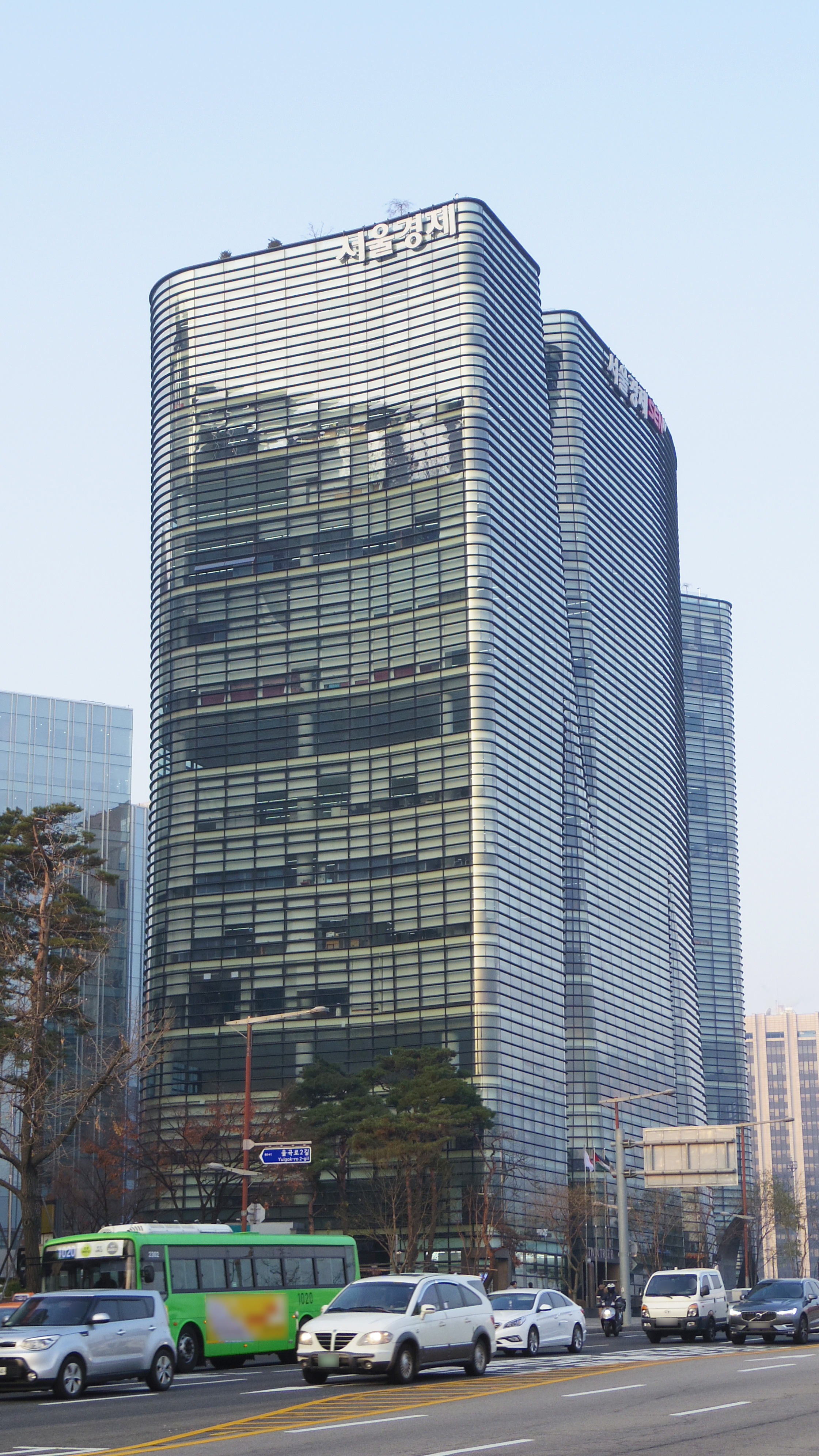
Edificio alojando a la Embajada de México en Seúl